# Санта Марија ди Кастиљионе (Алесандрија)
Санта Марија ди Кастиљионе је насеље у Италији у округу Алесандрија, региону Пијемонт.
Према процени из 2011. у насељу је живело 16 становника. Насеље се налази на надморској висини од 247 м.